# Cav. Giuseppe Cocco
Il Pastificio Artigiano Cav. Giuseppe Cocco Fara San Martino S.n.c. è un'azienda alimentare italiana specializzata nella produzione di pasta di semola di grano duro e pasta all'uovo, fondata a Fara San Martino (CH) nel 1916 dalla famiglia dei Cocco .

## Storia
L'attività della famiglia Cocco nel settore della pasta nasce nel 1916 a Fara San Martino (CH), quando Domenico Cocco entrò a lavorare in un pastificio a soli 14 anni, acquisendo ben presto il soprannome di "Mastro Domenico". Dedicando la sua vita a questo mestiere, ne apprese tutti i segreti, che rivelò in seguito a suo figlio Giuseppe. Gli antichi "Mastri Pastai" sostenevano che gli ingredienti per una buona pasta erano quattro: il grano di montagna, l'acqua di sorgente, l'aria pura per l'essiccazione e la lavorazione, caratteristiche che riscontrarono nel territorio farese.
Il Touring Club Italiano edita nel 1931 una guida, che si sofferma sulle paste prodotte a Fara San Martino: “sono le più rinomate dell'Abruzzo e contano fra le migliori d'Italia. La produzione è esportata in America. Caratteristiche: resistenza alla cottura, aumento considerevole in volume dopo la cottura, conservazione prolungata della consistenza.”.
Nel 1943 il fronte di guerra si attesta negli Abruzzi, lungo la linea Gustav da Penna a Fara San Martino, fino a Roccaraso. I Tedeschi smantellano le industrie e smontano anche i macchinari dei pastifici e li trasportano altrove, requisiscono le scorte di farina e di pasta ed incendiano i molini con brillamento di mine. Poi minano la parte ovest del Paese: saltano le case..
In questo ambito, Giuseppe Cocco nel 1944 iniziò ad intraprendere l'attività del padre. Insieme cercano, tra le macerie dei bombardamenti che hanno distrutto il paese di Fara San Martino, i pezzi delle attrezzature utilizzate prima della guerra nei pastifici della zona. La famiglia Cocco ricostruisce alcuni macchinari e riesce a rimetterli in funzione..

## Lavorazione della pasta
La farina di grano viene versata nell'impastatrice e viene aggiunta lentamente acqua di sorgente, fino ad ottenere un impasto sodo e omogeneo. L'impasto transita quindi attraverso la trafila in bronzo per assicurare la ruvidezza del prodotto. In alternativa una matassatrice del 1910 stende la sfoglia e tira la pasta fino allo spessore desiderato per formare le matasse, mediante i suoi rulli in legno. L'essiccazione avviene a temperatura naturale. Il "Mastro Pastaio" stabilisce la disposizione della pasta sui telai in legno di faggio, la quantità di aria necessaria e vigila gli essiccatoi statici.

## Prodotti

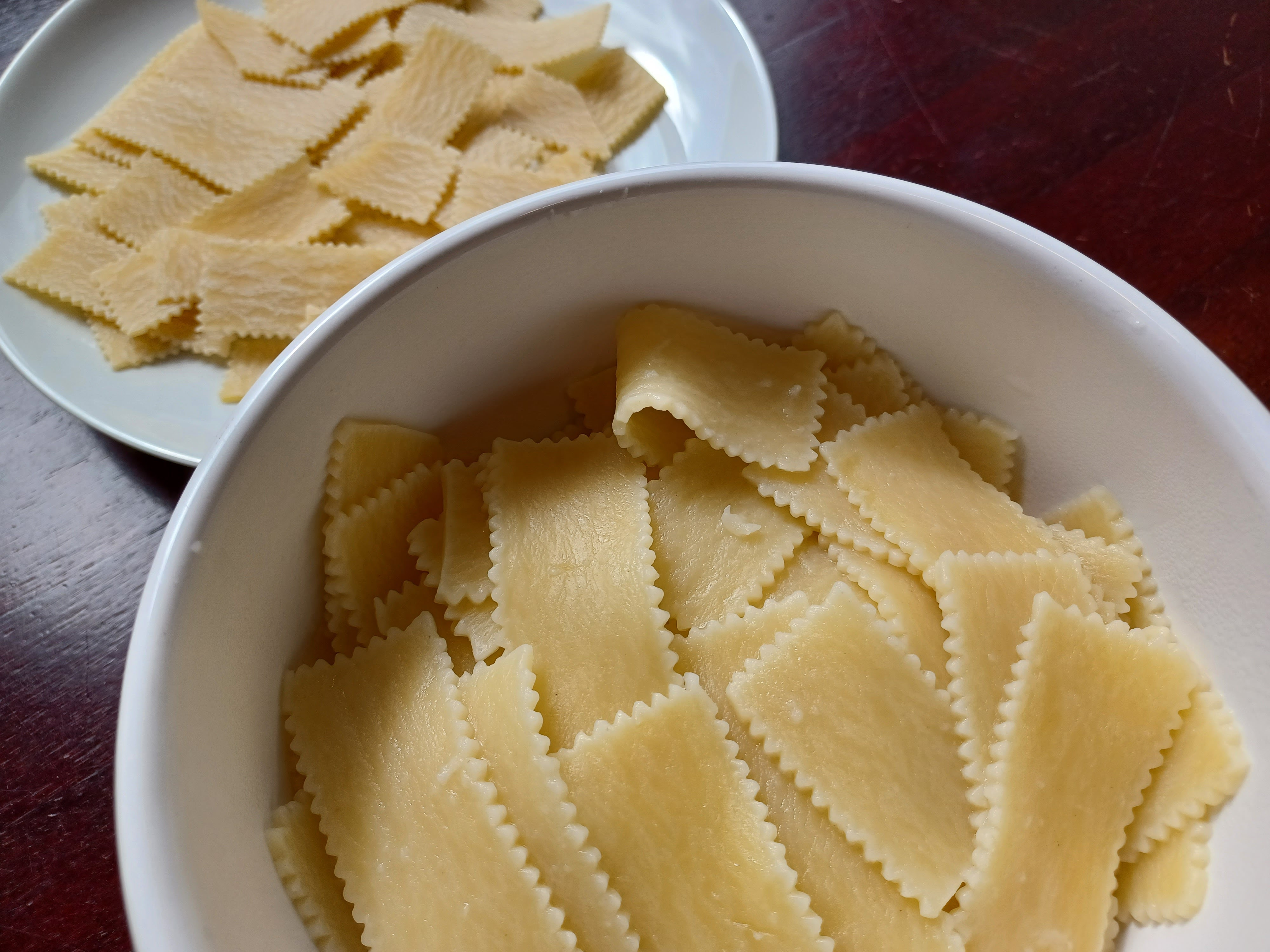
Sagnarelli

La Pasta Cocco è spedita in tutto il Mondo. In Europa: Inghilterra, Portogallo,  Spagna, Francia, Paesi Bassi, Danimarca, Germania, Svizzera, Austria, Repubblica Ceca e Grecia. Negli Stati Uniti d'America: California, Florida, Illinois, Massachusetts, Michigan, New York, Ohio, Washington, Wisconsin. Altri Paesi: Canada, Brasile, Giappone ed Australia..
- Pasta di semola
- Pasta all'uovo